# Chester Newton
Chester Newton (n. 18 septembrie 1903, Canby⁠(d), Oregon, SUA – d. 11 mai 1966, Oregon City⁠(d), Oregon, SUA) a fost un luptător american, medaliat olimpic. A participat la o ediție a Jocurilor Olimpice (1924) în care a câștigat o medalie de argint.

## Participări
Lista de mai jos prezintă principalele competiții la care a participat Chester Newton de-a lungul carierei.
- wrestling at the 1924 Summer Olympics – men's freestyle featherweight[*]